# Hirthia
Hirthia là một chi ốc nước ngọt nhiệt đới động vật thân mềm chân bụng trong họ Thiaridae.

## Các loài
Các loài trong chi Hirthia gồm có:
- Hirthia globosa
- Hirthia littorina